# Reino de Serbia (medieval)
El Reino de Serbia (serbio: Kraljevina Srbija, serbio cirílico: Краљевина Србија) fue el más importante reino serbio establecido en la Edad Media en la península de los Balcanes. Fue creado tras la coronación de Esteban I Nemanjić Prvovenčani (primercoronado) en 1217 como rey de Serbia tras heredar todos los territorios unificados por su padre, Stefan Nemanja, considerado el fundador del Estado serbio.
Con las anexiones y alianzas de sus sucesores de la dinastía Nemanjić, el reino alcanzó unas dimensiones que le convirtieron en uno de los más importantes de Europa, por lo que en 1346 Stefan Uroš IV Dušan fundó el Imperio serbio, cuyos dominios abarcaban gran parte de los Balcanes. El imperio se desmoronó tras la subida al trono de su hijo, Stefan Uroš V, quedando dividido en pequeños reinos que acabaron siendo invadidos por el Imperio otomano.

## Historia

### Precedentes
Las distintas tribus serbias que fueron poblando la zona desde principios del s. VII, se unieron en 845 para formar Rascia, un estado medieval dentro del Imperio bizantino que incluía los actuales sudeste de Serbia, Kosovo y parte de Montenegro. El unificador de los pequeños estados medievales que dieron origen al reino fue Stefan Nemanja, que ostentaba el título de gran župan de Rascia, que era el más importante de todos ellos.
A lo largo del s. XI, Nemanja obtuvo el gobierno de Zeta, Dioclea, Zahumlia y Travunia; bien por anexión o bien por herencia por vía familiar, para formar el primer gran estado serbio. Asimismo, ostentaba los títulos de príncipe de Ibar, Toplica, Rasina y Reke, príncipe de Dubočica, príncipe de Doclea y príncipe de Moravia Occidental.

### Fundación

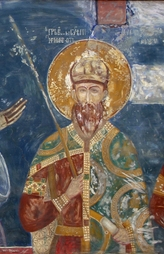
Stefan II, primer Nemanjić coronado rey de Serbia.

Nemanja se consagró a la vida religiosa, y fue sucedido en 1196 por su hijo Stefan II, que recibió el título real Stefan y el patronímico Nemanjić, aunque también fue conocido como Stefan Prvovenčani (primer coronado) como primer monarca de la dinastía, heredando las tierras sobre las que gobernó su padre. En 1217 Honorio III le coronó rey, siendo su título completo «rey de las tierras de Raška, Duklja, Travunia, Dalmacia, y Zachlumia», aunque la versión más corta fue «rey de los serbios», elevando el estado a la categoría de reino independiente, reconocido internacionalmente.
Los sucesores de Stefan Prvovenčani fueron tres de sus hijos. Stefan Radoslav (1228-1233), que desempeñó un reinado carente de acontecimientos importantes, siendo tutelado políticamente por el Despotado de Epiro; y el hermanastro de este, Vladislav (1233-1243), que aprovechó su impopularidad para derrocarlo, e instaurar un gobierno muy influenciado por el Segundo Imperio Búlgaro, cuyo emperador Iván Asen II de Bulgaria era su suegro.

### Expansión

Extensión del Reino de Serbia (color naranja) en 1265.

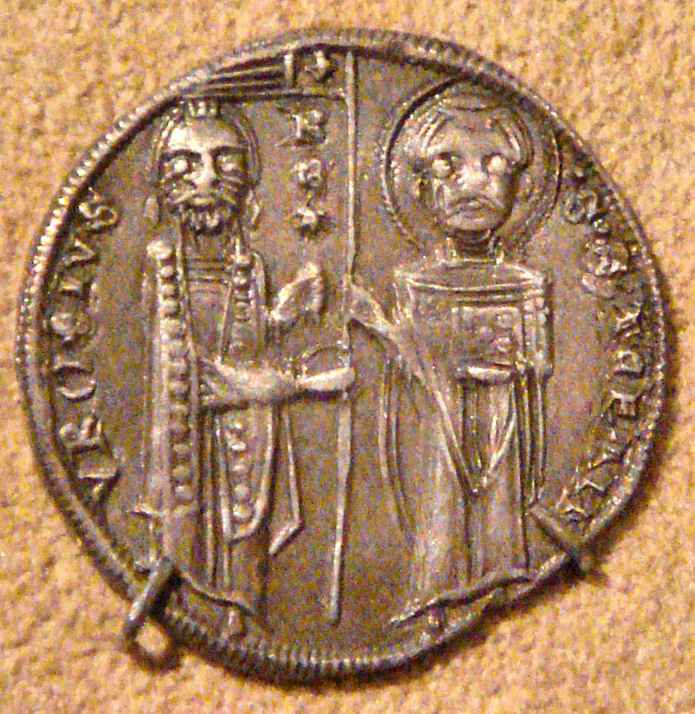
Moneda de plata de Stefan Uroš I (1243–1276).

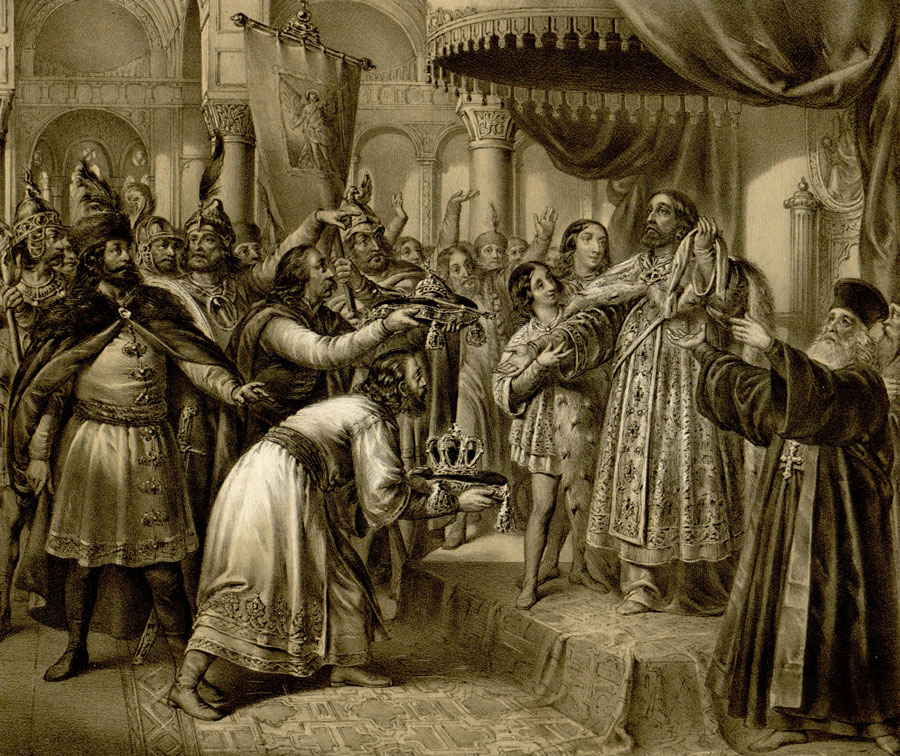
Coronación de Stefan Dečanski, litografía de 1852 de Anastas Jovanović.

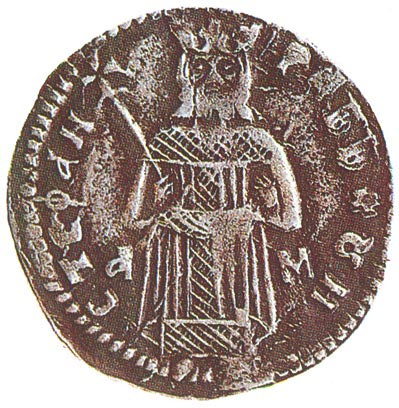
Moneda con la imagen del rey Stefan Dragutin (1276–1282).

El tercer hijo de Stefan II Prvovenčani en acceder al trono fue Esteban Uroš I de Serbia (1243–1276) que también derrocó a su hermano aprovechando la debilidad de Bulgaria, su principal apoyo. Además, se benefició del declive de los búlgaros y Epiro para intentar expandir sus territorios, alcanzando sus conflictos a Ragusa y Hungría, aunque no logró variaciones sustanciales en sus dominios.
Uroš I fue desposeído del trono por su hijo Esteban Dragutin (1276-1282), que llevó a cabo una política de amistad con Hungría. Tras un accidente, debió renunciar al trono siendo sucedido por su hermano Stefan Uroš II Milutin (1282-1321) aunque mantuvo el título de rey de Sirmia, zona que le había sido concedida por los húngaros.
Milutin impulsó un gran florecimiento económico y cultural de Serbia, además de la conquista de nuevos territorios y una mejora de relaciones con el Imperio bizantino. En sus primeros años atacó precisamente las posesiones bizantinas y logró conquistar el norte de Macedonia, con la ciudad de Skopie, que se convirtió en su capital. Continuó sus anexiones en territorio bizantino hacia Kavala y en 1284 obtuvo el control del norte de Albania y la ciudad de Dirraquio. En 1299 firmó la paz con los bizantinos, a quienes a partir de entonces ayudó a detener al emergente Imperio otomano. No obstante, no logró la anexión del reino de Sirmia gobernado por su hermano, que el rey Carlos I de Hungría no permitió, aunque logró el control sobre Braničevo. A su muerte, Serbia era, tras el Reino de Hungría, el Estado más poderoso de la zona.
A Milutin le sucedió su hijo Stefan Uroš III Dečanski (1321-1331), contra quien Bulgaria y Bizancio establecieron una alianza que en 1330 organizó la invasión de Serbia. Pero el ejército de Dečanski consiguió abortar la operación con su decisiva victoria en la batalla de Velbazhd, donde además murió el emperador búlgaro Miguel Shishman. Sus conquistas permitieron a Uroš III Dečanski extender las fronteras de Serbia hacia el sur, hacia la Macedonia bizantina.

### Imperio
Algunos de sus cortesanos, sin embargo, estaban descontentos con las políticas de Dečanski y conspiraron para destronarlo en favor de su hijo Stefan Dušan, que reinó como Stefan Uroš IV Dušan (1331-1346). Bajo el liderazgo de Dušan, Serbia consiguió su máximo esplendor y apogeo, aunque transcurrió en un panorama político complicado y turbulento, complicado por el avance de los turcos otomanos por Anatolia. Además, rompió la alianza con los bizantinos, y extendió sus posesiones a costa de sus territorios de Prilep, Ohrid, Vardar y Kastoriá en su avance hacia Macedonia por el sur. Por el norte, venció a los húngaros y conquistó la región de Moesia. Así, en 1346, Dušan fue proclamado zar de Serbia y proclamó el Imperio, convirtiéndose en el primer Emperador de Serbia y Grecia, con unos dominios que alcanzaron la mayor extensión de la historia de Serbia.
La muerte del zar Dušan desencadenó la desintegración de su vasto imperio, pues su hijo Stefan Uroš V se vio impotente para mantener el gran estado creado por su padre. Uroš V no supo repeler los ataques de enemigos extranjeros, ni la lucha contra la independencia de su propia nobleza. El Imperio serbio de Dušan se fragmentó en un conglomerado de principados, algunos de los cuales ni siquiera reconocían su gobierno.

## Influencia cultural

El Monasterio de Visoki Dečani, Patrimonio de la Humanidad, construido en Kosovo por el rey Stefan Uroš III Dečanski, que tomó su nombre del mismo.

El reino medieval fue una etapa floreciente para la cultura serbia. Especial importancia cobró la arquitectura: los monasterios construidos por sus reyes en todo el territorio que dominaron en la Edad Media, son una de las más valiosas y visibles huellas de la asociación de Serbia con Bizancio y el mundo ortodoxo, pero también con el románico de Europa Occidental, con la que Serbia estrechó vínculos en la época, a través de matrimonios entre monarcas. Algunas de estas construcciones han sido designadas como Patrimonio de la Humanidad por la UNESCO, como Stari Ras y Sopoćani, la iglesia de Nuestra Señora de Ljeviš, el monasterio de Gračanica, el Monasterio patriarcal de Peć y el monasterio de Visoki Dečani. Los cuatro últimos, componentes de los Monumentos medievales en Kosovo, se encuentran en la Lista del Patrimonio de la Humanidad en peligro, al haber sido víctimas de ataques de extremistas albaneses durante y después de la guerra de Kosovo.